# Casa de Omri
La Casa de Omri fue una dinastía que gobernó el Reino de Israel. La estela de Mesa indica que el Rey Omrí expandió sus posesiones para incluir el norte de Moab al este del río Jordán, e Israel se identificaría más tarde en las fuentes como la "Casa de Omri"   y el término "Israel" se usa cada vez menos. 
La Estela de Tel Dan, la Estela de Mesha, el Obelisco Negro de Salmanasar, y evidencias directas de excavaciones, juntas muestran un cuadro de los reyes omridas rigiendo un estado rico, poderoso y cosmopolita, que se extendía desde Damasco hasta Moab, y erigiendo unas de las más grandes y más bellas construcciones de Israel de la Edad de Hierro.
Según el Tanaj (Antiguo testamento) gobernó el reino de Israel durante tres generaciones: Omrí, su hijo y sus nietos hasta que fue exterminada por Jehú en mandamiento de Yahweh. En los relatos bíblicos se describen como gobernantes adoradores de Baal, y otros ídolos, que llevaron a Israel por mal camino. Ellos gobernaron el reino de Israel durante aproximadamente cuarenta años, desde el 880 a 841 a. C. Las capitales de los omritas fueron las ciudades de Tirsa, Samaria y Jezreel.[cita requerida]

## Cronología de la Casa de Omri según Edwin R. Thiele
| Imagen | Nombre                      | Monarca desde | Monarca hasta |
| ------ | --------------------------- | ------------- | ------------- |
|        | Omri                        | 880 a. C.     | 874 a. C.     |
|        | Acab Reina consorte Jezabel | 874 a. C.     | 853 a. C.     |
|        | Ocozías de Israel           | 853 a. C.     | 852 a. C.     |
|        | Joram de Israel             | 852 a. C.     | 841 a. C.     |

## Genealogía
|  |  |  |  |  |  |  |  |                   |                   |                   |                   | Omri              | Omri              | Omri | Omri | Omri            | Omri            |                 |                 | Et-baal         | Et-baal         | Et-baal | Et-baal | Et-baal | Et-baal |  |  |                 |               |               |               |               |               |  |  |  |  |  |  |  |  |
|  |  |  |  |  |  |  |  |                   |                   |                   |                   | Omri              | Omri              | Omri | Omri | Omri            | Omri            |                 |                 | Et-baal         | Et-baal         | Et-baal | Et-baal | Et-baal | Et-baal |  |  |                 |               |               |               |               |               |  |  |  |  |  |  |  |  |
|  |  |  |  |  |  |  |  |                   |                   |                   |                   | Acab              | Acab              | Acab | Acab | Acab            | Acab            |                 |                 | Jezabel         | Jezabel         | Jezabel | Jezabel | Jezabel | Jezabel |  |  |                 |               |               |               |               |               |  |  |  |  |  |  |  |  |
|  |  |  |  |  |  |  |  |                   |                   |                   |                   | Acab              | Acab              | Acab | Acab | Acab            | Acab            |                 |                 | Jezabel         | Jezabel         | Jezabel | Jezabel | Jezabel | Jezabel |  |  |                 |               |               |               |               |               |  |  |  |  |  |  |  |  |
|  |  |  |  |  |  |  |  |                   |                   |                   |                   |                   |                   |      |      |                 |                 |                 |                 |                 |                 |         |         |         |         |  |  |                 |               |               |               |               |               |  |  |  |  |  |  |  |  |
|  |  |  |  |  |  |  |  |                   |                   |                   |                   |                   |                   |      |      |                 |                 |                 |                 |                 |                 |         |         |         |         |  |  |                 |               |               |               |               |               |  |  |  |  |  |  |  |  |
|  |  |  |  |  |  |  |  | Ocozías de Israel | Ocozías de Israel | Ocozías de Israel | Ocozías de Israel | Ocozías de Israel | Ocozías de Israel |      |      | Joram de Israel | Joram de Israel | Joram de Israel | Joram de Israel | Joram de Israel | Joram de Israel |         |         |         |         |  |  | Joram de Judá   | Joram de Judá | Joram de Judá | Joram de Judá | Joram de Judá | Joram de Judá |  |  |  |  |  |  |  |  |
|  |  |  |  |  |  |  |  | Ocozías de Israel | Ocozías de Israel | Ocozías de Israel | Ocozías de Israel | Ocozías de Israel | Ocozías de Israel |      |      | Joram de Israel | Joram de Israel | Joram de Israel | Joram de Israel | Joram de Israel | Joram de Israel |         |         |         |         |  |  | Joram de Judá   | Joram de Judá | Joram de Judá | Joram de Judá | Joram de Judá | Joram de Judá |  |  |  |  |  |  |  |  |
|  |  |  |  |  |  |  |  |                   |                   |                   |                   |                   |                   |      |      |                 |                 |                 |                 |                 |                 |         |         |         |         |  |  |                 |               |               |               |               |               |  |  |  |  |  |  |  |  |
|  |  |  |  |  |  |  |  |                   |                   |                   |                   |                   |                   |      |      |                 |                 |                 |                 |                 |                 |         |         |         |         |  |  | Ocozías de Judá |               |               |               |               |               |  |  |  |  |  |  |  |  |